# サツキマス
サツキマス（皐月鱒、Oncorhynchus masou ishikawae）は、サケ目サケ科に属する魚。
日本の固有亜種でサクラマスの亜種とされる。降海型や降湖型はサツキマス、河川残留型（陸封型）はアマゴ（似嘉魚）と呼ばれる。サツキマスとアマゴを比べた場合、大きさや模様が大幅に異なることが多く、一見すると別の種に見える。

## アマゴ
アマゴは、サツキマスの河川残留型（陸封型）個体である。30cm程度になるとパーマークが薄れる個体もある。降海型と見分けがつかなくなるため、この場合は塩類細胞（エラにある海と淡水を行き来するのに必要な細胞）の数で決定するしかない。雄の場合、成魚になると雄のサケに見られる「両あごが伸びて曲がり込む」鼻曲がりのような状態になる個体もまれにある。
奈良県では2012年にキンギョ・アユと合わせて「県のさかな」に指定されている。

### 呼称
「アマゴ」は、漢字で書くと、「雨子」、「雨魚」、「甘子」、「天魚」、「鯇」となり、由来は、漢字の通り、雨がちな梅雨や初夏によく釣れるためである。また、「甘い(美味しいの意)魚」という意味の呼び名が転じて呼ばれたとも言われる。日本特産のため、漢字はあとから当てられたようで、地域により使い分けられていたようである。
- 地方名..... アメゴ、アメノウオ（長野・近畿・四国）、コサメ（紀伊半島南部）、ヒラベ（山陰）、エノハ（九州）
- 英名 Amago salmon

## 分布
天然での分布域は神奈川県西部以西本州太平洋岸、四国、九州の瀬戸内海側河川の一部。在来個体群は堰堤など河川構造物による流路の分断や森林伐採により生息環境が悪化し、生息数が減少している。以前はヤマメと分布が分かれていたが、近年盛んになった遊漁目的の放流により分布が乱れ、混在するところがある（遺伝子汚染）。

### 人為放流による分布拡大
本来、日本海側や琵琶湖には生息していないが、無秩序な放流により福井県や富山県の日本海側の河川にも生息する。ヤマメ域にアマゴ、アマゴ域にヤマメが放流され、両者は容易に交配してしまいヤマメとアマゴの中間的な魚も発見されており、分布域は曖昧になりつつある。近年、富山県の神通川ではサツキマス（アマゴ）との交雑によるサクラマスの魚体の小型化が報告されている。なお、琵琶湖に生息する個体は、1970年以降に琵琶湖に流入する河川に人為放流されたサツキマスの子孫と考えられ、固有種のビワマスと誤認されている場合もある。また、琵琶湖ではビワマスとサツキマスの交雑個体が確認されている。

## 形態

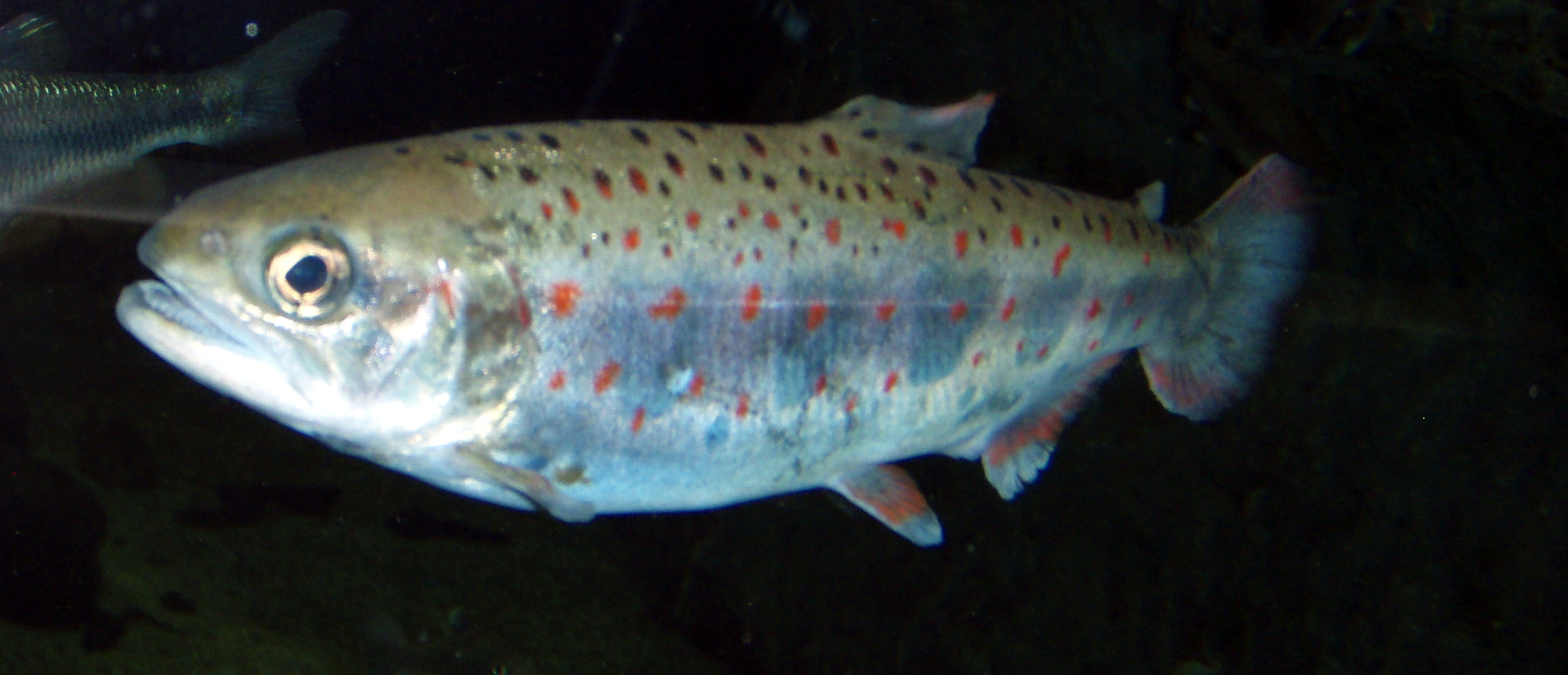
アマゴ（サツキマスの陸封個体）

ヤマメとの外見上の大きな違いは、側線の上下から背部にかけて朱点が散在することである。
- 体長は35-50 cm程度で、サクラマスよりは小型。
- 鼻曲がりになっている。
- パーマークは消失しない。
- 銀毛化している。
- サケに似ている。

計測形質
- 側線上横列鱗数：25 - 34
- 幽門垂数：32 - 58
- 体長に対する体高比：24.8 - 30.4%

## 生活環
産卵は9月から11月で、12月から翌年の1月頃に孵化する。
孵化した年（産卵の翌年）の秋頃からスモルト化（パーマークが薄れて体色が銀白になる）し、降海するが、若干の朱点が残る個体もある。雌はほぼ全てが降海するが雄は河川残留する。雌でもスモルト化しない個体は河川残留し生活をする。生息域での餌が不足すると、スモルト化する個体が増加する事が報告されている。まれに、2年の淡水生活を送った後に降海する個体もいる。
降海してもシロザケの様な大回遊はせずに沿岸域で群れて生活をする。降海後7-8ヶ月で成熟し、河川水温と海水温が等しくなる4 - 6月頃に遡上を始める。10 - 12月頃に源流部近くまで遡上し産卵する。アマゴがいる河川では、アマゴが産卵に参加することが観察されている。広島大学生物生産学部らの研究によれば、河口など汽水域で10日から15日前後滞留し遡上をする。海洋での回遊範囲や移動経路は分かっていない。降海型個体は産卵活動を行うと死亡するが、河川残留型個体は1回目の産卵では死亡せず、翌年2回目の産卵を行い死亡する。

### 食性
河川では、河畔林からの落下昆虫や流下する水生昆虫を主な餌とするが、ミミズや底性生物やプランクトンも餌としている。海洋では、サクラマスの様に顕著な魚食性を示しイカナゴやイワシなどの小魚やプランクトンを捕食している。従来、「降海個体は遡上中に餌を摂食しない」と云われていたが、9月までは摂食している個体もいるが、9月以降は抱卵している卵が肥大化し消化管が圧迫されるため餌を食べなくなる。

### 産卵床
長良川の支流において2001年から2005年に行われた22床の産卵床を調査した結果では、淵尻に産卵床を形成する事が多く、産卵床の長径は129.5±44.9 cm、短径は85.0±28.9 cm、平均水深は61.5±16.1 cm。表層の平均流速は42.0±15.5 cm/sec、底層の平均流速は25.9±10.7 cm/secであった。産卵床の基質は16-63 mm の礫の割合が高い。

## 発見と命名
昭和30年代以前は琵琶湖産固有種のビワマス（学名：Oncorhynchus masou rhodurus）の降海型と考えられていたが、形態の違いなどから別種であることが明らかとなった。また、鰭を切った標識放流調査によりアマゴとその降海型であることが判明した。

### 命名
伊勢湾に注ぐ長良川、木曽川、揖斐川（木曽三川）の流域地域では単にかわますと呼ばれていた。しかし、イワナ属のカワマス（学名：Salvelinus fontinalis）別名：ブルックトラウトと紛らわしいことから、ヤマトマス、サツキマス、アマゴマスなどいくつかの名前が研究者から提唱されたが、最終的に当時の岐阜県水産試験場長本荘鉄夫によるサツキマスと言う呼び名に統一された。なお、本荘はこの魚が5月頃に遡上することから、サツキ（皐月）を冠した名前をつけた。

## 交雑個体など
前述の様にサクラマスやビワマスのほか、サケ科魚類と交配し交雑種が生まれる。但し、組合せによっては卵は孵化しない場合や孵化しても成長しない。

### 突然変異
イワメ
（学名：Oncorhynchus iwame）は、突然変異で生じた無斑型のアマゴと考えられている。確率的にはどの河川でも生じる可能性があり、近縁のサクラマスでは各地の生息河川での発見が報告されているが、大分県・三重県のアマゴでは発生率が30:1 と高く絶滅危惧種に指定されている。(森誠一 & 名越誠 1986)らによれば、生態的にはアマゴと変わらず銀毛化したアマゴ（シラメ）やヤマメに似ているが、イワメの無斑は劣性遺伝することが分かっており、アマゴ・ヤマメと比べてもサイズも小さいと報告されている。
アルビノ
先天的にメラニンが欠乏した個体が生まれることがある。なお、1999年に山梨県で出現したアマゴのアルビノは劣性遺伝であった。

## 関連文献
- Iwatsuki, Y., T. Ineno, F. Tanaka and K. Tanahara (2019). The southernmost population of Onchorhynchus masou masou from Kyushu Island, Japan and gross genetic structure of the O. masou complex from the northwestern Pacific. The Proceedings of the International Symposium on the 100th Anniversary of the Discovery of Formosa Landlocked Salmon, Taiwan Ocean University Press. "(Iwatsuki et al.2019)"
- 岩槻幸雄、田中文也、稻野俊直、関伸吾、川嶋尚正「サクラマス類似種群4亜種におけるCytochrome b全域(1141 bp)解析による6つの遺伝グループの生物学的特性と地理的遺伝系統(Iwatsuki et al.2019の解説)」（PDF）『Nature of Kagoshima』第47巻、鹿児島県自然愛護協会、2021年3月、5-16頁、CRID 1520012180536789248、ISSN 18827551、国立国会図書館書誌ID:000009247983。